# Гогевен
Гогеве́н (нід. Hoogeveen, - [ˌɦoːɣəˈveːn] ( прослухати), нижньонім.діал.  't Ogeveine або  't Oveine) — місто і муніципалітет у провінції Дренте, північно-східні Нідерланди.

## Населені пункти

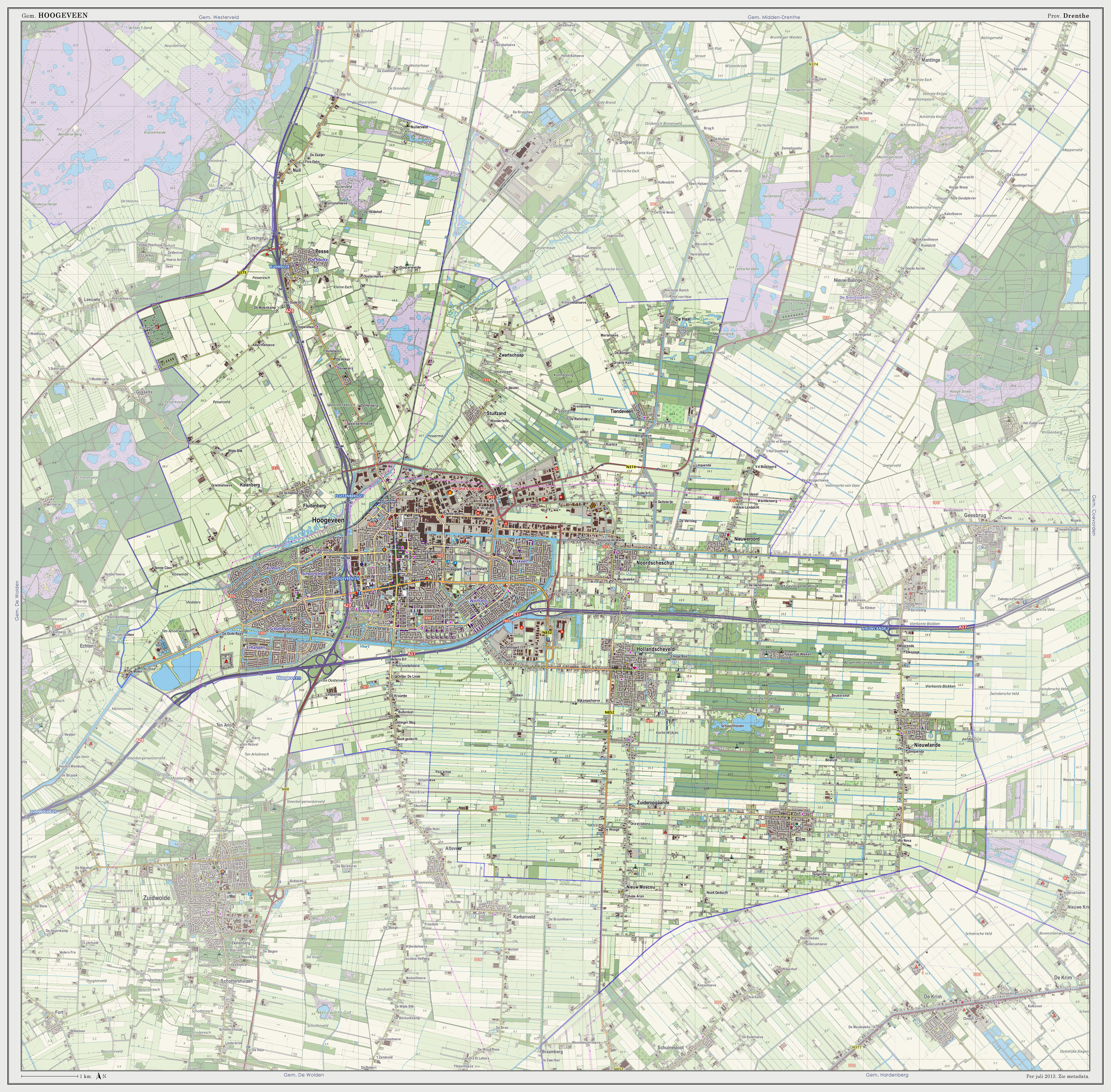
Топографічна мапа муніципалітету Гогевен

Муніципалітет Гогевен включає 11 населених пунктів, з яких найбільшим за населенням є місто Гогевен, та кілька присілків.
| Назва українською | Назва нідерландською | Населення (на 25.07.2016) |
| ----------------- | -------------------- | ------------------------- |
| Гогевен           | Hoogeveen            | 39 180                    |
| Голландсхевелд    | Hollandscheveld      | 4 390                     |
| Елім              | Elim                 | 2 380                     |
| Нордсхесхют       | Noordscheschut       | 2 125                     |
| Пессе             | Pesse                | 1 795                     |
| Нюланде           | Nieuwlande           | 1 340                     |
| Нюверорд          | Nieuweroord          | 947                       |
| Тіндевен          | Tiendeveen           | 640                       |
| Стейфзанд         | Stuifzand            | 600                       |
| Ньїв-Москау       | Nieuw Moscou         | 580                       |
| Флейтенберг       | Fluitenberg          | 470                       |

## Розташування
Муніципалітет Гогевен розташований на півдні провінції Дренте. Загальна площа муніципалітету становить 129,25 км², з яких водна поверхня займає 1,73 км², суходол — 127,52 км². Близько 88,63 км² території зайняті під сільськогосподарські угіддя, близько 13,86 км² вкриті лісами.

## Політика
Управління муніципалітетом здійснює муніципальна рада з 31 депутата і бургомістр із чотирма олдерменами.
В каденції 2014—2018 років у муніципальній раді представлені 8 партій, з яких 7 національних та одна місцева. Місця в раді розподілені між ними наступним чином:
| Партія                                    | 1998 | 2002 | 2006 | 2010 | 2014 |
| ----------------------------------------- | ---- | ---- | ---- | ---- | ---- |
| Християнсько-демократичний заклик         | 11   | 11   | 8    | 9    | 8    |
| Gemeentebelangen Hoogeveen e.o. (місцева) | 3    | 4    | 3    | 5    | 7    |
| Соціалістична партія                      | -    | -    | -    | 1    | 4    |
| Партія праці                              | 8    | 6    | 10   | 6    | 4    |
| Християнський союз                        | 4    | 3    | 4    | 3    | 3    |
| Народна партія за свободу і демократію    | 3    | 3    | 5    | 5    | 3    |
| Демократи 66                              | 1    | 1    | -    | 1    | 1    |
| Зелені ліві                               | 1    | 1    | 1    | 1    | 1    |
| Leefbaar Hoogeveen (місцева)              | -    | 2    | -    | -    | -    |
| Усього                                    | 31   | 31   | 31   | 31   | 31   |

Бургомістром муніципалітету Гогевен з 15 лютого 2011 року є Карел Лохейс (Karel Loohuis) із «Партії праці». Йому підпорядковані чотири олдермени:
- Ерік Гітхорн (Erik Giethoorn) з партії «Християнсько-демократичний заклик»;
- Ян Стенберген (Jan Steenbergen) з партії «Gemeentebelangen Hoogeveen»;
- Берт Оттен (Bert Otten) з партії «Християнсько-демократичний заклик»;
- Герт Вос (Gert Vos) із партії «Християнський союз».

## Населення

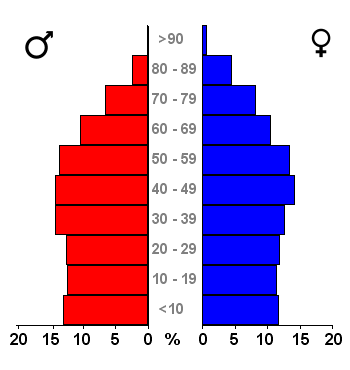
Розподіл населення за віком і статтю (2007)

Станом на 1 січня 2017 року населення муніципалітету Гогевен становило 55 311 осіб, з яких 27 587 чоловіків і 27 724 жінки.
За віком населення розподіляється наступним чином:
- до 5 років — 2 824 особи;
- від 5 до 10 років — 3 395 осіб;
- від 10 до 15 років — 3 344 особи;
- від 15 до 20 років — 3 518 осіб;
- від 20 до 25 років — 2 821 особа;
- від 25 до 45 років — 13 051 особа;
- від 45 до 65 років — 14 995 осіб;
- від 65 до 80 років — 8 428 осіб;
- старше 80 років — 2 935 осіб.

Частка осіб у віці понад 65 років дещо перевищує національні показники — 20,54 % проти 18,5 % відповідно.
За етнічним походженням 49 589 осіб або 89,65 % — нідерландці, а 5 722 особи або 10,35 % мали іноземне походження. Частка іноземців, що мешкають у муніципалітеті Гогевен, більш ніж вдвічі менша, ніж в середньому по країні (22,61 %). Серед осіб іноземного походження 3 062 особи були вихідцями з інших європейських країн, а 2 660 осіб мали неєвропейське походження. Цей показник також відрізняється від ситуації в Нідерландах в цілому, де превалюють іммігранти неєвропейського походження.